# ガイア・ワイス
ガイア・ワイス（Gaia Weiss, 1991年8月30日 - ）は、フランスの女優、モデル。主な出演作は、『Mary Queen of Scots』（Mary Fleming 役）、『ザ・ヘラクレス』（ヘベ 役）、『ヴァイキング 〜海の覇者たち〜』（ポーリン 役）、『Serial Teachers 2』（Vivienne 役）など。

## 若いころ
ワイスは、パリで Alain と Catherine の両親のもとに生まれた。弟に Auriel がいる。彼女はユダヤ人の家系のもと、フランス系アルザス人のクロモセラピー共同創始者で、第二次世界大戦時のレジスタンスのメンバーでもあったジャン・ミシェル・ワイスの孫娘である。母方はポーランド人であり、ワイスは幼少期をフランス、イギリス、ポーランドを行き来して過ごした。フランス語、ポーランド語、英語、ヘブライ語を話すことができる 。
3歳の時、ワイスはバレエのレッスンを受け始めた。幼少期にロンドンに住んでいた際、大叔父に連れられて観に行ったウェスト・エンド・シアターでの作品に触発されて演技をするようになり、7歳の時には演技のクラスに参加し始めた。バカロレアを取得した後、彼女はクール・フロランとロンドン音楽演劇芸術アカデミーに通った。

## フィルモグラフィ

### 映画
| 公開年 | 作品名                                     | 役名                     | 備考     |
| ------ | ------------------------------------------ | ------------------------ | -------- |
| 2012年 | La Nuit                                    | 女性                     | 短編映画 |
| 2013年 | Bianca come il latte, rossa come il sangue | ベアトリス               |          |
| 2013年 | Mary Queen of Scots                        | メアリー・フレミング     |          |
| 2014年 | ザ・ヘラクレス                             | ヘベ姫                   |          |
| 2015年 | Serial Teachers 2                          | ヴィヴィアン・ハミルトン |          |
| 2017年 | スクランブル                               | デヴィン                 |          |
| 2017年 | C'est beau la vie quand on y pense         | Hoellig                  |          |
| 2019年 | ジュディ 虹の彼方に                        | アビー                   |          |
| 2019年 | Alien Containment                          | Ward                     | 短編映画 |
| 2020年 | TUBE チューブ 死の脱出                     | リサ                     |          |

### テレビ
| 公開年          | 作品名                        | 役名                       | 備考                                 |
| --------------- | ----------------------------- | -------------------------- | ------------------------------------ |
| 2014年 - 2015年 | ヴァイキング 〜海の覇者たち〜 | Þorunn                     | レギュラー（計13エピソード）         |
| 2016年          | アウトランダー                | Comtesse st. Germain       | エピソード：「ラ・ダム・ブランシュ」 |
| 2016年 - 2018年 | Medici: Masters of Florence   | イッポーリタ・スフォルツァ | レギュラー（計6エピソード）          |
| 2020年          | La Révolution                 | マリアンヌ                 | 主要キャスト                         |